# 브렌트 스트롬

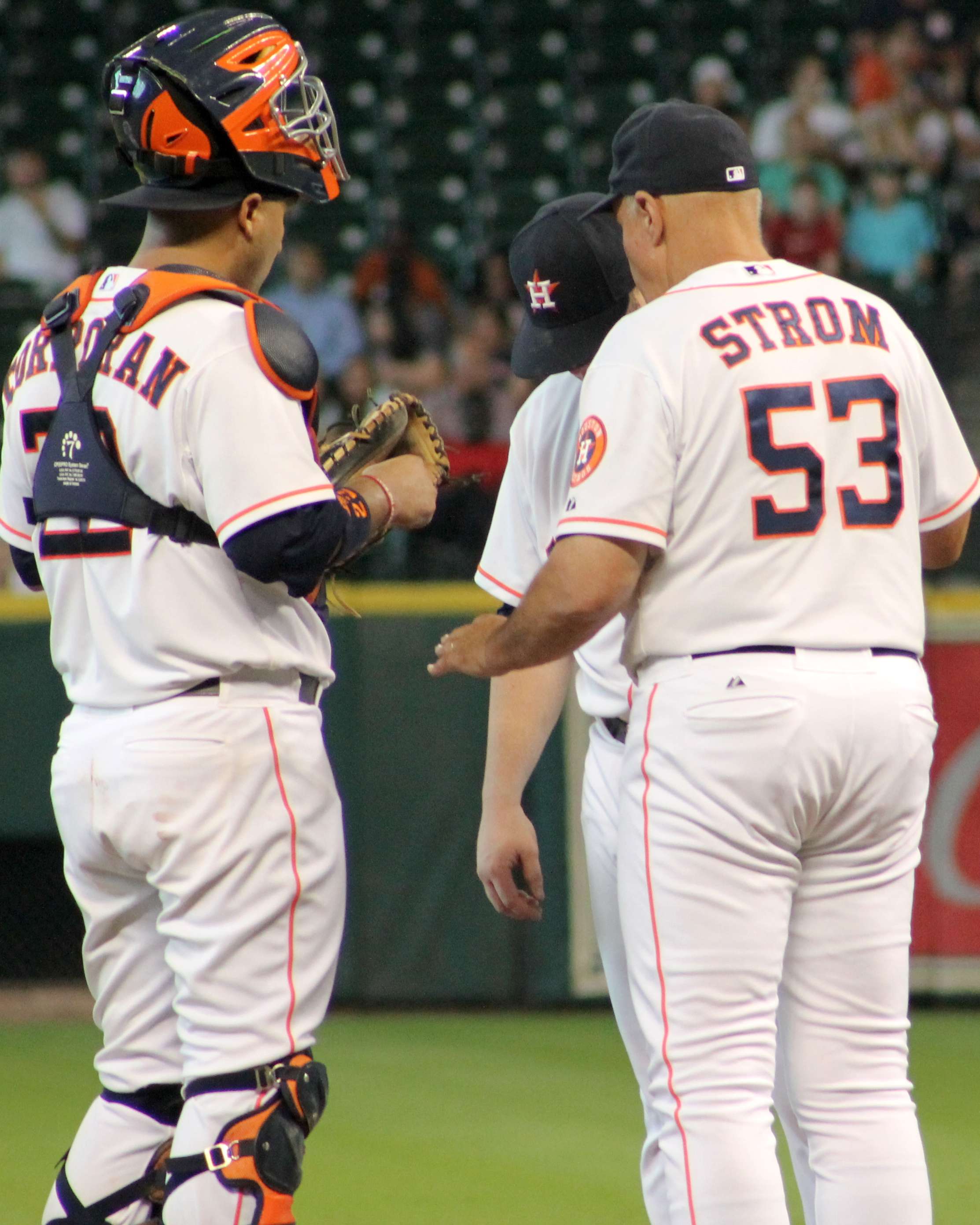
브렌트 스트롬

브렌트 테리 스트롬(Brent Terry Strom, 1948년 10월 14일 ~ )은 전 메이저 리그 베이스볼 선수이자 현 애리조나 다이아몬드백스의 투수 코치이다. 등번호는 72번이다.

## 경력
- 1972년 뉴욕 메츠 투수
- 1973년 클리블랜드 인디언스 투수
- 1975년~1977년 샌디에이고 파드리스 투수
- 1996년 휴스턴 애스트로스 코치
- 2000년~2001년 캔자스시티 로얄스 코치
- 2014년~2021년 휴스턴 애스트로스 투수 코치
- 2022년~현재 애리조나 다이아몬드백스 투수 코치